# Linda Bresonik
Linda Bresonik (ur. 7 grudnia 1983 w Essen) – niemiecka piłkarka grająca na pozycji pomocnika, mistrzyni świata z 2003 i z 2007.